# Edgar Mora Contreras
Edgar Mora Contreras es un político venezolano, quien fue diputado a la Asamblea Nacional (2001-2006) por el partido Copei.

## Biografía
Tras perder las elecciones presidenciales de 1998, Copei fue encabezado interinamente por Mora y Rossana Ordóñez, quienes convocaron una constituyente interna. En 2000 Mora se postuló a las elecciones parlamentarias, resultando electo para el período 2001-2006.